# 田中祥平
田中 祥平（たなか しょうへい、1996年7月6日 - ）は、日本の俳優である。「祥」は正しくは旧字体。
大阪府出身。かつて劇団ひまわりに所属していた。

## 出演

### テレビドラマ
- 悲しみを勇気に変えて（2005年1月、TBS）米津漢之 役
- 新・赤かぶ検事奮戦記17（2005年8月13日、テレビ朝日）
- ドラマ30 ママ!アイラブユー（2005年11月 - 2006年1月、TBS）三村周平 役
- 連続テレビ小説 芋たこなんきん（2006年10月 - 2007年3月、NHK）工藤守 役
- ダイブ・トゥ・ザ・フューチャー（2006年12月、関西テレビ）久保翔 役
- 坂の上の雲（2009年、NHK）秋山好古（少年期） 役

### 映画
- 花よりもなほ（2006年）進之介 役
- 東京タワー 〜オカンとボクと、時々、オトン〜（2007年）中川雅也（ボク・小学生時代） 役
- 歩いても 歩いても（2008年）横山あつし 役
- ニセ札（2009年）
- ワラライフ!!（2011年1月）古川修一（少年時代）役

### CM
- 全日空 エコ割
- アート引越センター
- ケイ・オプティコム

### ラジオドラマ
- 四頭の学